# Jussi Björlingmuseum
Het Jussi Björlingmuseum (Zweeds: Jussi Björlingmuseet) is een museum in Borlänge in de provincie Dalarnas län in Zweden. Het is gewijd aan de operazanger Jussi Björling (1911-1960).

## Collectie
De rondgang door het museum begint met een herinnering aan zijn kindertijd toen hij met zijn broertjes optrad en aan zijn rollen in opera's als Roméo et Juliette, Madama Butterfly, La bohème en Faust.
Er wordt onder meer het Caruso-kostuum getoond uit Rigoletto. Hij kreeg het van Dorothy Caruso die daarmee tot uitdrukking wilde brengen dat hij de enige, echte opvolger van haar man Enrico was. In het museum zijn verder posters, karikaturen, een buste, diploma's, medailles en allerlei andere memorabilia te zien. Ook staat er voor het museum een bronzen buste en zijn er verspreid over het dorp aandenkens aan de tenor, waaronder nog een beeld van hem.
Er zijn verder muziekbanden, langspeelplaaten en video's van Björling te zien en horen en zijn loopbaan is na te speuren aan de hand van een presentatievideo, radio- en televisieprogramma's, knipselverzamelingen en andere documenten. De aantekeningen bij veel platen en foto's zijn afkomstig van Harald Henrysson.

## Achtergrond
Björling was een tenor uit Borlänge met internationaal aanzien. Ter ere van hem werd in 1969 een houten museum van hem gebouwd in het park Gammelgården. Aan het begin van de jaren negentig kreeg de benaming Björling in Borlänge meer weerklank, eerst toen de gemeente het oppakte en vervolgens in 1991 toen Harald Henrysson ter herinnering aan hem een grote expositie inrichtte. Henrysson was werkzaam bij het platenarchief van de Zweeds radio.
De toegenomen aandacht voor Björling leidde tot de opening van het nieuwe museum op 22 oktober 1994, terwijl het oude museum in het park achterbleef. Ten tijde van de opening werd er ook de Jussi Björling Tenorcompetition gehouden waaraan 125 tenoren uit 38 landen deelnamen. De naam Jussi Björling is verder verbonden aan een studiebeurs van het Gustavus Adolphus College in St. Peter in de Amerikaanse staat Minnesota. Het museum is toegankelijk met een rolstoel.